# Top Gun (film, 1955)
Top Gun je filmový western z roku 1955, režírovaný Rayem Nazarrem. Děj se týká bývalého pistolníka, kterého hraje Sterling Hayden, který varuje obyvatele malého městečka před svým bývalým gangem. Ve filmu hraje také Rod Taylor, jedná se o jednu z jeho prvních rolí.

## Děj filmu
Rick Martin se vrací domů, do města Casper ve Wyomingu, ale pro svou pověst pistolníka, zde není vítán. Přesto má ve městě několik přátel, včetně maršála Bat Davise a majitele hotelu Jim O'Hara.
Když Rick navštíví hrob své matky, všimne si, že vedle jejího hrobu, je zcela nově vykopaný hrob, který označený jeho jménem. Zajde za maršálem a informuje jej, že je psanec. Jeho bývalý gang patnácti mužů, který vede Tom Quentin, je na cestě do města, aby si vzali to, co chtějí. Bat o tomto informuj městské zastupitelstvo. Navzdory tomu, že Rick chce ve městě zůstat a pomoct jeho obyvatelům, zastupitelstvo trvá na tom, aby do půlnoci opustil město. 
Rick jede do ranče své bývalé milenky Laury Meadové, aby ji požádal o ruku a společně se přestěhovali se do Kalifornie. Také se dozví, že jeho matka byla podvedena, později zavražděna, aby její ranč získal jistý Judd. Po rvačce si Judd najme střelce Lema Suttera, který má přepadnout Ricka, ale to se nepovede a Lem je zabit. Judd vše svede na Ricka. Maršál Bat nemá jinou možnost, než Ricka zatknout a vsadit do vězení. Bat pokusí vystopovat Quentina, ale je zastřelen. Měšťané teď prosí Ricka o pomoc, protože jedině on je schopen zabít Quentina ve spravedlivém boji. Rickova milenka Laura zabije Judda, když se chystá Ricka střelit do zad. Rick a Laura se sbalí a odjedou spolu do Kalifornie.

## Obsazení
| Sterling Hayden | Rick Martin      |
| William Bishop  | Canby Judd       |
| Karin Booth     | Laura Mead       |
| James Millican  | maršál Bat Davis |
| Regis Toomey    | Jim O'Hara       |
| Hugh Sanders    | Ed Marsh         |
| John Dehner     | Tom Quentin      |
| Rod Taylor      | Lem Sutter       |

## Další informace
Natáčení bylo zahájeno v červnu 1955.
Hodnocení filmu dle Rotten Tomatoes bylo 6%.